# Gaston Dubosc
Pour les articles homonymes, voir Dubosc.
Gaston Anatole Dubosc, né  à Paris 7e le 9 août 1861 et mort à Paris 12e le 28 juin 1941, est un acteur français.
Il est le frère de l'acteur André Dubosc.

## Filmographie
- 1911 : La Coupable
- 1915 : Le Voleur d'Adrien Caillard
- 1925 : L'Épervier de Robert Boudrioz
- 1926 : Son premier film de Jean Kemm
- 1931 : Daïnah la métisse de Jean Grémillon
- 1932 : Chouchou poids plume de Robert Bibal
- 1932 : Mater Dolorosa d'Abel Gance
- 1932 : Un fils d'Amérique de Carmine Gallone
- 1933 : Il était une fois de Léonce Perret
- 1933 : La Robe rouge de Jean de Marguenat
- 1933 : Un jour viendra de Gerhard Lamprecht et Serge Véber
- 1934 : L'Aristo d'André Berthomieu
- 1934 : Minuit, place Pigalle de Roger Richebé
- 1934 : N'aimer que toi d'André Berthomieu
- 1934 : Le Secret des Woronzeff d'André Beucler et Arthur Robison
- 1935 : Adémaï au Moyen Âge de Jean de Marguenat
- 1935 : Le Diable en bouteille de Heinz Hilpert, Reinhart Steinbicker, Raoul Ploquin
- 1935 : Gaspard de Besse d'André Hugon : Maître Bouis
- 1935 : Pasteur de Sacha Guitry et Fernand Rivers
- 1935 : Le Roman d'un jeune homme pauvre d'Abel Gance
- 1935 : Valse royale de Jean Grémillon
- 1936 : Mon père avait raison de Sacha Guitry
- 1936 : Le Roi de Pierre Colombier
- 1936 : Le Secret de Polichinelle d'André Berthomieu
- 1936 : Un grand amour de Beethoven d'Abel Gance
- 1937 : Les Perles de la couronne de Sacha Guitry
- 1938 : Eusèbe député d'André Berthomieu
- 1938 : Les Nouveaux Riches d'André Berthomieu
- 1938 : Remontons les Champs-Élysées de Sacha Guitry
- 1939 : Ils étaient neuf célibataires de Sacha Guitry
- 1939 : De Mayerling à Sarajevo de Max Ophüls

## Théâtre
- 1896 : Le Dindon de Georges Feydeau, théâtre du Palais Royal
- 1899 : Petit Chagrin de Maurice Vaucaire, théâtre du Gymnase
- 1901 : La Course du flambeau de Paul Hervieu, théâtre du Vaudeville
- 1902 : La Passerelle de Francis de Croisset, théâtre du Vaudeville
- 1902 : Le Masque de Henry Bataille, théâtre du Vaudeville
- 1902 : Le Joug d'Albert Guinon et Jane Marny, théâtre du Vaudeville
- 1903 : Heureuse de Maurice Hennequin et Paul Bilhaud, théâtre du Vaudeville
- 1905 : L'Armature d'après Paul Hervieu, théâtre du Vaudeville
- 1906 : Chaîne anglaise de Camille Oudinot et Abel Hermant, théâtre du Vaudeville
- 1906 : Mademoiselle Josette, ma femme de Robert Charvay et Paul Gavault, théâtre du Gymnase
- 1906 : Le Péril jaune d'Alexandre Bisson et Albert de Saint-Albin, Théâtre du Vaudeville
- 1908 : Qui perd gagne de Pierre Veber d'après Alfred Capus, théâtre Réjane
- 1908 : Chérubin de Francis de Croisset, théâtre Femina
- 1908 : Le Passe-partout de Georges Thurner, théâtre du Gymnase
- 1909 : La Petite Chocolatière de Paul Gavault, Théâtre de la Renaissance
- 1910 : La Fugitive d'André Picard (dramaturge), Comédie-Française
- 1911 : Papa de Gaston Arman de Caillavet et Robert de Flers, théâtre du Gymnase
- 1912 : Le Bonheur sous la main de Paul Gavault, Théâtre des Variétés
- 1913 : Blanche Câline de Pierre Frondaie, théâtre Michel
- 1915 : La Jalousie, comédie en trois actes de Sacha Guitry, 8 avril 1915, Théâtre des Bouffes-Parisiens
- 1916 : La Roussotte de Henri Meilhac et Ludovic Halévy, théâtre des Variétés
- 1920 : L'Homme à la rose de Henry Bataille, mise en scène André Brulé, théâtre de Paris
- 1921 : Le Caducée d'André Pascal, théâtre de la Renaissance, théâtre du Gymnase
- 1922 : "Regine Armand de louis Verneuil. Théâtre Royal Lyrique, Anvers
- 1923 : Un jour de folie d'André Birabeau, théâtre des Variétés
- 1927 : Un miracle de Sacha Guitry, théâtre des Variétés
- 1937 : Victoria Regina de Laurence Housman, mise en scène André Brulé, théâtre de la Madeleine